# Lucia Fairchild Fuller

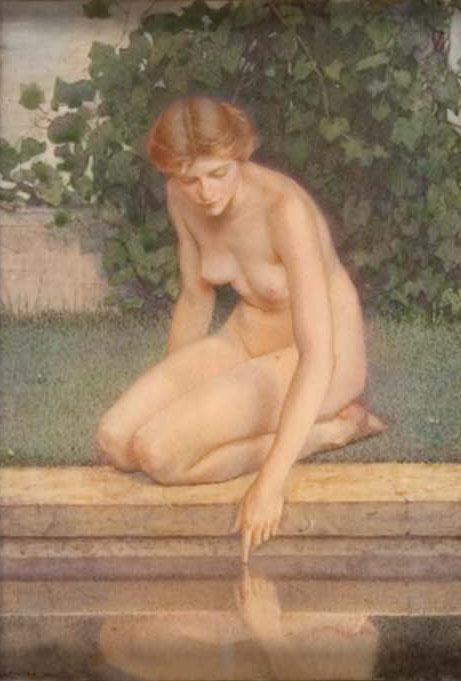
Presso una chiara fontana

Lucia Fairchild Fuller (Boston, 6 dicembre 1872 – Madison, 20 maggio 1924) è stata una pittrice statunitense.
Fu famosa per le sue miniature.

## Biografia
Lucia Fairchild apparteneva ad una famiglia altolocata. Figlia di Elisabeth e di Charles Fairchild, suo nonno era Jairus Fairchild, primo Sindaco di Madison (Wisconsin) e suo zio era Lucius Fairchild, Governatore del Wisconsin.
Lucia fu educata alla Shaw's Private School. Decisa a studiare pittura, si iscrisse quindi alla Cowles Art School di Boston, e seguì i corsi di Dennis Miller Bunker, per passare poi alla Art Students League dove ebbe come maestri William Merritt Chase e Henry Siddons Mowbray.
Cominciò a dipingere da professionista nel 1889, producendo soprattutto miniature, per le quali fu molto nota e apprezzata. In seguito fu premiata con la medaglia di bronzo all'Expo di Parigi del 1900, con la medaglia d'argento a Buffalo nel 1901 e con la medaglia d'oro all' Expo di St. Louis nel 1904.
Divenne membro associato dell'Accademia nazionale nel 1906 e nel 1913 assunse la presidenza della Società dei pittori di miniature. Fece anche parte del New York Water Colour Club.
Nel 1883 aveva sposato Henry Brown Fuller, un pittore allievo come lei della Cowles School e della Art Students League. Entrambi si stabilirono e lavorarono nella colonia di artisti di Cornish, nel New Hampshire ed ebbero due figli, Charles e Clara. Ma i forti stati depressivi di suo marito logorarono il matrimonio e la coppia si divise nel 1905.
Lucia Fairchild si stabilì allora con i figli a Madison, nel Wisconsin, dove si spense prematuramente a 52 anni.